# Erik S. Klein

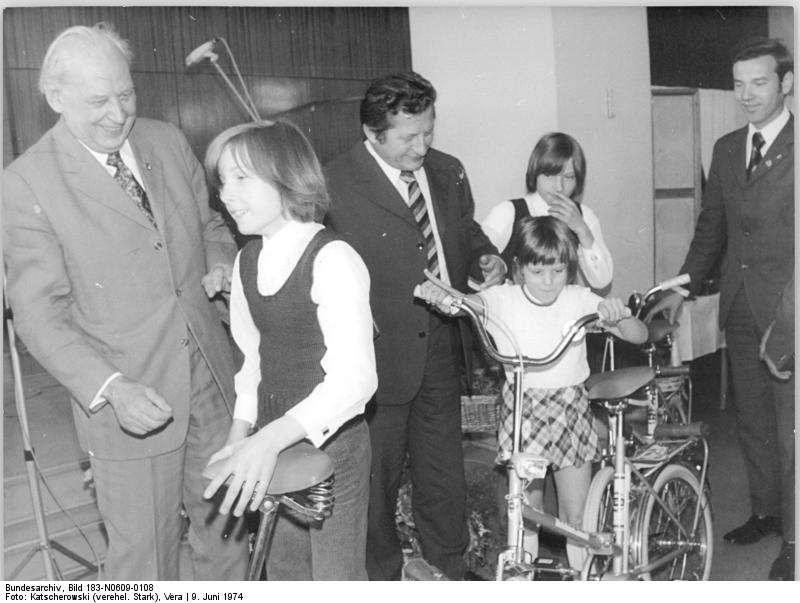
Erik S. Klein (Mitte), 1974

Erik Siegfried Klein (* 6. Februar 1926 in Radebeul; † 22. Oktober 2002 in Eichwalde) war ein deutscher Schauspieler.

## Leben
Erik S. Klein wuchs als Sohn einer Textilfacharbeiterin in Radebeul auf. Sein Vater, der aufgrund seiner Verletzungen als Soldat im Ersten Weltkrieg zum Invaliden wurde, starb im Jahr 1934.
Schon als Schüler entschied sich Erik S. Klein, Schauspieler zu werden. An der Schauspielschule in Dresden erhielt er Unterricht bei Erich Ponto und debütierte noch während des Studiums 1942 mit 16 Jahren an der dortigen Komödie. Es folgten Engagements in Lübeck und Gießen, bis er zur Wehrmacht eingezogen wurde. Nach der Zwangsunterbrechung seiner Karriere durch Militärdienst und anschließende Gefangenschaft in Belgien begann Erik S. Klein 1947 als Darsteller in Freiberg zu arbeiten. Hinzu kamen Engagements in Altenburg und Cottbus. Von 1954 bis 1961 war er Mitglied des Berliner Ensembles. Hier spielt er u. a. den Lawrenti in Der kaukasische Kreidekreis oder den Roma im Arturo Ui. In dieser Zeit erhielt Klein auch seine erste große Filmrolle als Leutnant in Konrad Wolfs Film Sterne, die ihn einem breiten Publikum bekannt machte. 1961 wechselte er an das Deutsche Theater, zu dessen Ensemble er bis 1970 gehörte.

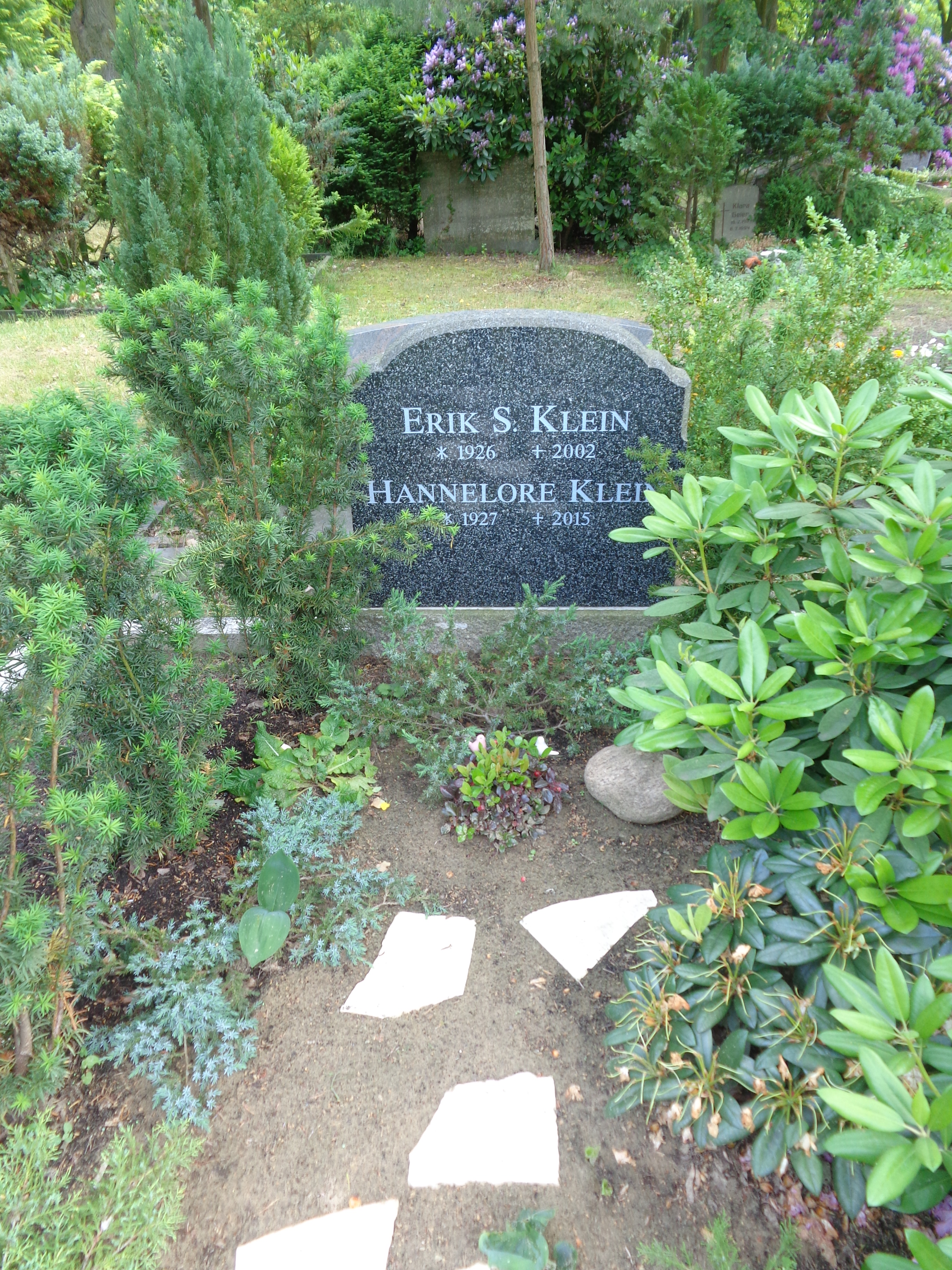
Grabstätte von Erik S. Klein in Eichwalde

Von Beginn der 1960er-Jahre an arbeitete Klein verstärkt auch für Film, Fernsehen und Rundfunk und avancierte hier ebenfalls zu einem gefragten Darsteller. So stand er 1963 für die DEFA-Verfilmung von Nackt unter Wölfen von Frank Beyer in der Rolle des Untersturmführer Reineboth vor der Kamera. 1968 übernahm er die Rolle des Erzählers in Joachim Seyppels Reportage Die exotische Landschaft oder Die Reise in den Spreewald (Regie: Karlheinz Drechsel, Prod.: Rundfunk der DDR). Insgesamt übernahm Erik S. Klein etwa 300 Rollen in Hörspielen. Besonders populär machte ihn 1974 seine Rolle als alleinerziehender Vater in dem Fernseh-Mehrteiler Aber Vati!. Für zwei Episoden stand er in der Serie Zur See vor der Kamera. Insgesamt wirkte er als Schauspieler vor der Kamera in mehr als 140 Film-und-Fernsehproduktionen mit.
Als Synchronsprecher lieh Erik S. Klein u. a. Philippe Noiret in der DEFA-Fassung von Der Uhrmacher von St. Paul seine Stimme.
Nach dem Ende der DDR gingen die Rollenangebote zurück. Klein versuchte ein Theater-Comeback am Berliner Renaissance-Theater und tourte mit Lesungen durch die Neuen Bundesländer. Von einem Treppensturz im Jahr 1996 erholte sich Klein letztlich nicht mehr vollständig und starb 2002 im Alter von 76 Jahren an dessen Spätfolgen. Er wurde auf dem Friedhof in Eichwalde beigesetzt.
Er war mit Hannelore Klein (1927–2015) verheiratet, mit der er drei Töchter hatte. Seine Tochter Katrin Klein ist ebenfalls als Schauspielerin tätig.
Sein schriftlicher Nachlass befindet sich im Archiv der Akademie der Künste in Berlin.

## Filmografie (Auswahl)
- 1955: Letztes Fach unten rechts
- 1957: Polonia-Express
- 1957: Der Fackelträger
- 1957: Die Schönste (nur Zensurfassung)
- 1957: Katzgraben (Theateraufzeichnung)
- 1957: Herr Puntila und sein Knecht Matti (Studioaufzeichnung)
- 1958: Die Mutter (Theateraufzeichnung)
- 1958: Der Prozeß wird vertagt
- 1959: SAS 181 antwortet nicht
- 1959: Weimarer Pitaval: Der Fall Wandt (Fernsehreihe)
- 1959: Sterne
- 1959: Bevor der Blitz einschlägt
- 1959: Verwirrung der Liebe
- 1960: Leute mit Flügeln
- 1960: Einer von uns
- 1961: Mutter Courage und ihre Kinder (Theateraufzeichnung)
- 1961: Der Mann mit dem Objektiv
- 1961: Das Kleid
- 1962: Mord ohne Sühne
- 1962: Freispruch mangels Beweises
- 1962: Das zweite Gleis
- 1962: Der Kinnhaken
- 1962: Das grüne Ungeheuer (Fernsehen)
- 1963: Die Glatzkopfbande
- 1963: Nackt unter Wölfen
- 1963: Julia lebt
- 1963: Bonner Pitaval: Die Affäre Heyde-Sawade (Fernsehreihe)
- 1964: Lütt Matten und die weiße Muschel
- 1964: Mir nach, Canaillen!
- 1964: Sommer in Heidkau
- 1965: Wolf unter Wölfen (Fernsehen)
- 1965: Engel im Fegefeuer
- 1965: Der Frühling braucht Zeit
- 1966: Alfons Zitterbacke
- 1966/1971: Der verlorene Engel
- 1966: Columbus 64 (Fernsehen)
- 1966: Schatten über Notre Dame
- 1966: Geheimkommando Bumerang (Fernsehen)
- 1967: Die Ohrfeige (Fernsehen)
- 1968: Wege übers Land (Fernsehen)
- 1969: Zeit zu leben
- 1970: Im Spannungsfeld
- 1970: Jeder stirbt für sich allein (Fernsehfilm, 3 Teile)
- 1971: Anlauf (Fernsehfilm)
- 1971: Die Istanbul-Masche (Fernsehen)
- 1971: Der Staatsanwalt hat das Wort: Anatomie eines Unfalls (Fernsehreihe)
- 1972: Gefährliche Reise
- 1972: Der Adjutant (Fernseh-Dreiteiler)
- 1972: Die Bilder des Zeugen Schattmann (Fernseh-Vierteiler)
- 1973: Unterm Birnbaum
- 1973: Aber Vati! (dreiteilige Fernsehserie)
- 1973: Den Wolken ein Stück näher (Fernsehen)
- 1974: Johannes Kepler
- 1974: Nach Abpfiff Mord (Fernsehen)
- 1974: Die Frauen der Wardins (Fernsehen)
- 1975: Ein Feigenblatt für Kuhle Wampe – oder Wem gehört die Welt (Fernsehen)
- 1976: Nelken in Aspik
- 1977: Der Hasenhüter (Fernsehen)
- 1977: Der rasende Roland (Fernsehen)
- 1977: Zur See (Fernsehserie)
- 1978: Hiev up
- 1978: Das unsichtbare Visier (Fernsehserie, 2 Episoden)
- 1978: Polizeiruf 110 – Holzwege (Fernsehreihe)
- 1978: Anton der Zauberer
- 1978: Sabine Wulff
- 1978: Matrosen in Berlin (Sprecher)
- 1979: Schneeweißchen und Rosenrot
- 1979: Aber Vati! – Fünf Jahre danach (Fernsehen)
- 1979: Der Staatsanwalt hat das Wort – Zur Feier des Tages (Fernsehreihe)
- 1979: Tage vor der Hochzeit (Fernsehen)
- 1980: Puppen für die Nacht (Fernsehen)
- 1980: Radiokiller (Fernsehen)
- 1981: Adel im Untergang (Fernsehen)
- 1981: Zwei Freunde in Preußen (Fernsehfilm)
- 1982: Soviel Wind und keine Segel (Fernsehfilm)
- 1982: Die Gerechten von Kummerow
- 1983: Zille und ick
- 1983: Der Bastard (Fernsehen)
- 1984: Die vertauschte Königin
- 1985: Die Leute von Züderow (TV-Reihe)
- 1985: Irrläufer (Fernsehen)
- 1987: Mensch Hermann (Fernsehserie)
- 1987: Der Staatsanwalt hat das Wort – Leben auf Vorschuß (Fernsehen)
- 1988: Mensch, mein Papa…!
- 1989: Tierparkgeschichten (Fernsehserie)
- 1990: Alter schützt vor Liebe nicht (Fernsehfilm)
- 1990: Polizeiruf 110: Der Tod des Pelikan
- 1992: Hier und Jetzt (Fernsehserie)

## Theater
- 1957: Bertolt Brecht: Furcht und Elend des Dritten Reiches – Regie: Lothar Bellag/Käthe Rülicke/Konrad Swinarski/Carl M. Weber/Peter Palitzsch (Berliner Ensemble)
- 1959: Johannes R. Becher: Winterschlacht – Regie: Lothar Bellag (Berliner Ensemble)
- 1960: Bertolt Brecht: Die Dreigroschenoper (Smith) – Regie: Erich Engel (Berliner Ensemble)
- 1961: Rainer Kerndl: Schatten eines Mädchens (Maneczki) – Regie: Horst Schönemann (Maxim-Gorki-Theater Berlin)
- 1962: Nikolai Pogodin: Der Mann mit dem Gewehr (Tschibissow) – Regie: Horst Schönemann (Deutsches Theater Berlin)
- 1965: Alfred Matusche: Der Regenwettermann (Totengräber) – Regie: Wolf-Dieter Panse (Deutsches Theater Berlin – Lesetheater)
- 1965: Jewgeni Schwarz: Der Drache (Kerkerkommandant) – Regie: Benno Besson (Deutsches Theater Berlin)
- 1967: Rolf Schneider: Prozeß in Nürnberg (Streicher) – Regie: Wolfgang Heinz (Deutsches Theater Berlin)
- 1968: Martin Sperr: Landshuter Erzählungen – Regie: Erhard Marggraf (Deutsches Theater Berlin)

## Hörspiele (Auswahl)
- 1957: Günther Weisenborn: Reiherjäger (2. Reiherjäger) – Regie: Werner Stewe (Rundfunk der DDR)
- 1958: Henrik Ibsen: Stützen der Gesellschaft (Johann Tönnesen) – Regie: Erich-Alexander Winds (Hörspiel – Rundfunk der DDR)
- 1959: Werner Bräunig: Waffenbrüder (Hauptmann) – Regie: Joachim Witte (Rundfunk der DDR)
- 1959: Kasper Germann: Ferien mit Ebbo (Finckh, Klassenlehrer) – Regie: Theodor Popp (Hörspiel – Rundfunk der DDR)
- 1961: Ludovit Fil'an: Und es werde Licht … (Matus Slalem) – Regie: Hans Knötzsch (Hörspiel (2. Preis im internationalen Hörspielwettbewerb) – Rundfunk der DDR)
- 1961: Bernhard Seeger: Unterm Wind der Jahre (Gürtler) – Regie: Theodor Popp (Hörspiel – Rundfunk der DDR)
- 1962: Max Messer: Der Tod ist kein Geschäft – Regie: Hans Knötzsch (Hörspiel – Rundfunk der DDR)
- 1963: Bernhard Seeger: Rauhreif – Regie: Theodor Popp (Rundfunk der DDR)
- 1963: Rolf Gumlich/Ralph Knebel: Zwischenbilanz – Regie: Helmut Hellstorff (Rundfunk der DDR)
- 1963: Manfred Bieler: Nachtwache – Regie: Helmut Hellstorff (Rundfunk der DDR)
- 1963: Gerhard Rentzsch: Die Geschichte eines Mantels – Regie: Edgar Kaufmann (Hörspiel – Rundfunk der DDR)
- 1964: Alexander Kent: Grenzstation – Regie: Wolfgang Brunecker (Rundfunk der DDR)
- 1964: Heinz von Cramer: Die Ohrfeige (Direktor-Stellvertreter) – Regie: Hans Knötzsch (Hörspiel – Rundfunk der DDR)
- 1964: Gerhard Stübe: Cicero contra Schellhase (Seyfert) – Regie: Helmut Molegg (Hörspiel – Rundfunk der DDR)
- 1965: Albert Maltz: Das Flammenzeichen (Baumer) – Regie: Peter Groeger (Hörspiel – Rundfunk der DDR)
- 1965: Peter Weiss: Die Ermittlung – Regie: Wolfgang Schonendorf (Rundfunk der DDR)
- 1965: Ján Solovič: In fünf Minuten ist Mitternacht (Holecky) – Regie: Helmut Hellstorff (Hörspiel – Rundfunk der DDR)
- 1965: Rolf Schneider: Unternehmen Plate-Rack (Wright) Regie: Helmut Hellstorff (Hörspiel – Rundfunk der DDR)
- 1966: Bernhard Seeger: Hannes Trostberg (Hannes Trostberg) – Regie: Theodor Popp (Hörspiel (3 Teile) – Rundfunk der DDR)
- 1967: Joachim Goll: Bankivahühner (Willi Bilek) – Regie: Werner Grunow (Hörspiel-Schwank – Rundfunk der DDR)
- 1969: Fritz Selbmann: Ein weiter Weg (Robert Hesse) – Regie: Fritz-Ernst Fechner (Biographie (8 Teile) – Rundfunk der DDR)
- 1969: Bernhard Thieme: Protokoll über einen Zeitgenossen (Lomsky) – Regie: Fritz Göhler (Hörspiel – Rundfunk der DDR)
- 1969: Peter Albrechtsen: Extrastunde (Niels) – Regie: Fritz-Ernst Fechner (Hörspiel – Rundfunk der DDR)
- 1970: Michail Schatrow: Der sechste Juli (Popow) – Regie: Helmut Hellstorff (Hörspiel – Rundfunk der DDR)
- 1970: Wolfgang Kohlhaase: Ein Trompeter kommt (Reiber, Schriftsteller) – Regie: Fritz-Ernst Fechner (Hörspiel – Rundfunk der DDR)
- 1970: Robert Louis Stevenson: Der Flaschenteufel (Bootsmann) – Regie: Dieter Scharfenberg (Kinderhörspiel – Litera)
- 1971: Bruno Gluchowski: Stahl von der Ruhr (Pongratz) – Regie: Helmut Hellstorff (Hörspiel nach „Blutiger Stahl“ (3 Teile) – Rundfunk der DDR)
- 1972: Franz Freitag: Generalprobe für einen Heiratsantrag – Regie: Werner Grunow (Hörspiel – Rundfunk der DDR)
- 1973: Linda Teßmer: Am schwarzen Mann (Ladehoff) – Regie: Joachim Staritz (Hörspiel – Rundfunk der DDR)
- 1974: Ernst Röhl: Minna Plückhahn will es wissen (Schrickel) – Regie: Fritz-Ernst Fechner (Hörspiel – Rundfunk der DDR)
- 1974: Brüder Grimm: Die kluge Bauerntochter (Pferdebauer) – Regie: Dieter Scharfenberg (Kinderhörspiel – Litera)
- 1975: Brüder Grimm: Der gestiefelte Kater (2. Wache) – Regie: Dieter Scharfenberg (Kinderhörspiel – Litera)
- 1976: Hans Siebe: Der Tod des Reinhard Kunelka (Bobek) – Regie: Fritz-Ernst Fechner (Kriminalhörspiel – Rundfunk der DDR)
- 1976: Andrej Platonow: Wanja, der Bär und der Fisch (Wirt) – Regie: Dieter Scharfenberg (Kinderhörspiel – Litera)
- 1978: Hans Siebe: Sommer in Kriebusch (Eiselt) – Regie: Fritz-Ernst Fechner (Hörspiel – Rundfunk der DDR)
- 1978: Karl-Heinz Tesch: Der schreckliche Gott – Regie: Fritz-Ernst Fechner (Kriminalhörspiel – Rundfunk der DDR)
- 1979: Horst G. Essler: Roboter weinen nicht (Makepeace, Inspektor) – Regie: Fritz-Ernst Fechner (Kriminalhörspiel – Rundfunk der DDR)
- 1979: Leonid Solowjow: Nasreddin in Buchara (Bachtjar, Wesir) – Regie: Dieter Scharfenberg (Kinderhörspiel – Litera)
- 1980: Georg Büchner: Dantons Tod (Dumas) – Regie: Joachim Staritz (Hörspiel – Rundfunk der DDR)
- 1982: Walentin Rasputin: Matjora (Woronzow) – Regie: Fritz Göhler (Hörspiel – Rundfunk der DDR)
- 1985: Hans Siebe: Feuersteine (Sowjetischer Oberst) – Regie: Werner Grunow (Kriminalhörspiel – Rundfunk der DDR)
- 1985: Jacob Grimm/Wilhelm Grimm: Die Nixe (Bauer) – Regie: Manfred Täubert (Kinderhörspiel – Rundfunk der DDR)
- 1985: Wilhelm Jacoby/Carl Laufs: Pension Schöller (Fritz Bernhardy) – Regie: Norbert Speer (Hörspiel – Rundfunk der DDR)
- 1985: Vaclav Cibulka: Der Golem (Maisl) – Regie: Uwe Haacke (Kinderhörspiel – Rundfunk der DDR)
- 1987: Theodor Fontane: Frau Jenny Treibel (Treibel) – Regie: Werner Grunow (Hörspiel – Rundfunk der DDR)
- 1988: Hans Christian Andersen: Die kleine Seejungfrau (Meerkönig) – Regie: Werner Buhss (Kinderhörspiel – Litera)
- 1990: Jan Eik: Der letzte Anruf (Direktor) – Regie: Barbara Plensat (Hörspiel – Funkhaus Berlin)
- 1991: Alexander Wolkow: Urfin und seine Holzsoldaten (Ruf Bilan) – Regie: Dieter Scharfenberg (Hörspiel – Litera)
- 1996: Holger Böhme: Stillleben mit Dorf und Leichen – Regie: Joachim Staritz (Hörspiel – ORB/RB)
- 1998: Michail Bulgakow: Der Meister und Margarita (Doktor Strawinski) – Regie: Petra Meyenburg (Hörspiel (30 Teile) – MDR)
- 1998: Peter Steinbach: Warum ist es am Rhein so schön… (Älterer Schauspieler) – Regie: Hans Gerd Krogmann (Hörspiel – WDR/DLR)